# حسین رزاق
محمدحسین رزاق (زادهٔ ۶ اسفند ۱۳۵۸) کنشگر سیاسی و رسانه‌ای و بلاگر اهل ایران است. او بارها بازداشت و زندانی شده و در حال حاضر در زندان اوین به سر می‌برد. رزاق به همراه ویدا ربانی از بنیان‌گذاران اتاقی مجازی «میدان آزادی» در کلاب هاوس بودند که این اتاق با فشار و تهدید وزارت اطلاعات جمهوری اسلامی از کلاب هاوس حذف شد.

## زندگی شخصی
حسین رزاق ۶ اسفند ۱۳۵۸ در تهران زاده شد. پدرش یکی از بازاریان تهران در صنف لوازم التحریر بود. او پس از دو برادر بزرگتر سومین فرزند خانواده است. رزاق در رشته فیلمسازی در پردیس هنرهای زیبای دانشگاه تهران تحصیل کرده و به عنوان پژوهشگر آزاد در حوزه علمیه تهران هم فعالیت می‌کرد. پدر او در سال ۱۳۷۹ درگذشت. رزاق در سال ۱۳۹۵ ازدواج و از تهران به استان مازندران کوچ کرد.

### بازداشت در سال ۱۳۸۹
حسین رزاق در اردیبهشت ۱۳۸۹ و در بحبوحه اعتراضات به اعلام نتایج انتخابات سال ۸۸ و حوادث پس از آن دستگیر شد و به زندان اوین افتاد. در طول این بازداشت چهارماهه وی به سندروم گیلن باره مبتلا شد و با قید وثیقه به مرخصی درمانی اعزام شد. روند پرونده‌سازی و احضار او به شعب مختلف دادگاه انقلاب و دادسرای فرهنگ و رسانه از آبان ۱۳۹۸ آغاز شد. در بهمن ۱۳۹۹ از سوی شعبه ۲۶ دادگاه انقلاب و پس از آن در شهریور ۱۴۰۰ از سوی شعبه ۱۰۶۰ دادسرای کارکنان دولت احضار شد.

### بازداشت در سال ۱۴۰۰
رزاق در ۱۴ آذر ۱۴۰۰ و همزمان با اوج اعتراضات مردم اصفهان به کم‌آبی، توسط نیروهای وزارت اطلاعات جمهوری اسلامی در خانه خود در شهر آمل بازداشت شد. بازداشت او ده روز طول کشید و بازداشت کنندگان او را از آمل به اداره اطلاعات ساری منتقل کردند. نهایتاً در ۲۴ آذر ۱۴۰۰ با تودیع وثیقه دو میلیارد تومانی از سوی شعبه سوم بازپرسی دادسرای آمل آزاد شد.

### بازداشت در ۱۴۰۱
او در یکشنبه ۳۰ مرداد ۱۴۰۱ بار دیگر توسط نیروهای امنیتی در آمل بازداشت و به مکانی نامعلوم منتقل شد. در پی پرونده‌ای که شهریور ۱۴۰۱ با اتهامات اجتماع و تبانی به قصد برهم زدن امنیت و فعالیت تبلیغی علیه نظام برای او تشکیل شده بود در فروردین ۱۴۰۲ شعبه ۲۶ دادگاه انقلاب، او را به چهار سال و سه ماه زندان محکوم کرد. در ۶ اسفند ۱۴۰۱ حسین رزاق و سعید مدنی به بند ۲۰۹ زندان اوین منتقل شدند. دلیل این انتقال، پشتیبانی آنها از خواست میرحسین موسوی در برگزاری همه‌پرسی و گذار از جمهوری اسلامی بود.

### بازداشت و اعتصاب در ۱۴۰۲
حسین رزاق در اردیبهشت ۱۴۰۲ و در دوران مرخصی درمانی خود از زندان، در کنفرانس مجازی گفت‌وگو برای نجات ایران شرکت کرد و برای مشارکت در این همایش مورد بازجویی و بازپرسی قرار گرفت و اتهام اجتماع و تبانی برای اقدام علیه امنیت ملی و با قصد فعالیت تبلیغی علیه نظام به او تفهیم شد. رزاق متهم شده که در زمان مرخصی درمانی برای برگزاری همایش نجات ایران در کلاب هاوس هماهنگی‌هایی کرده و مقدمات آن را فراهم کرده‌است.
بر اساس گزارش منابع خبری، او در مهرماه ۱۴۰۲ برای اعتراض به انتقال به سلول انفرادی در بازداشتگاه وزارت اطلاعات در زندان اوین، دست به اعتصاب غذا زد. به گزارش کانون مدافعان حقوق بشر، او به بیماری سندروم گیلن‌باره دچار است.
او صبح روز یکشنبه، ۱۳ اسفند ۱۴۰۲ به بند امنیتی ۲۰۹ منتقل شد. مأموران وزارت اطلاعات روز قبل او را تهدید کرده بودند که به‌خاطر راه‌اندازی کارزار تحریم انتخابات با او برخورد خواهند کرد. او قبل از انتقال به بند ۲۰۹ اعلام کرده بود در صورت منتقل شدن به سلول انفرادی مجدداً دست به اعتصاب غذا خواهد زد.

## فعالیت‌ها

### سیاسی
ورود حسین رزاق به سیاست با نامزدی سید محمد خاتمی و شکل‌گیری موج گسترده جنبش اصلاح‌طلبی آغاز شد. رزاق بخشی از محل کسب‌وکار پدرش را به ستاد مستقل تبلیغات برای پشتیبانی از خاتمی تبدیل کرد. پس از پیروزی خاتمی در انتخابات ریاست جمهوری سال ۷۶ و روی کار آمدن دولت اصلاحات، شماری از حامیان و اعضای فعال ستادهای تبلیغاتی وی حزب جبهه مشارکت ایران اسلامی را تأسیس کردند که او هم به عضویت آن درآمد. همزمان با نامزدی میرحسین موسوی و آغاز رقابت‌های دهمین دوره انتخابات ریاست جمهوری، بار دیگر تجربه سال ۷۶ را تکرار کرد. این بار اما در غیاب پدر، محل کسب‌وکار شخصی خود را به ستاد تبلیغاتی مهندس موسوی تبدیل کرد و یکی از شهروندان حامی او بود. او از فعالان نزدیک به جریان اصلاح‌طلبان است. که در سال‌های اخیر به انتقادهای شدیدی روی آورده‌است.

### رسانه‌ای
فعالیت‌های رسانه‌ای حسین رزاق از سال ۱۳۹۵ و در شبکه‌های اجتماعی آغاز شد. در این زمان عکسی از وی که در مراسم افطاری در منزل صادق خرازی که در کنار سید مسعود خامنه‌ای یکی از پسران رهبر ایران ایستاده بود هم منتشر شد. نقطه اوج‌گیری این فعالیت‌ها در واکنش به سرکوب اعتراضات آبان ۱۳۹۸ ایران شکل گرفت. او به انعکاس اعتراضات و افشاگری دربارهٔ سرکوب معترضان و جان باختگان این اعتراضات پرداخت. حسین رزاق در اعتراضات تابستان ۱۴۰۰ ایران هم به عنوان شهروند خبرنگار به استان خوزستان سفر کرد و از این اعتراضات را گزارش داد.
همزمان با انتخابات ریاست جمهوری سال ۱۴۰۰ اپلیکیشن کلاب هاوس در بین ایرانیان و فعالان فضای مجازی با اقبال فراوان مواجه شد. حسین رزاق نیز از یکی از فعالان حاضر در این محیط مجازی بود و با برگزاری اتاق‌ها و دعوت از چهره‌های سیاسی به گفتگو با آنان پرداخت. کلاب میدان آزادی که توسط او و چند تن دیگر از فعالان رسانه‌ای به صورت هفتگی برگزار می‌شد و بیشتر منعکس کننده نظرات و مواضع کنشگران و حامیان جنبش سبز ایران بود با فشار سنگین نهادهای امنیتی متوقف شد.